# Liste du patrimoine immobilier classé d'Aiseau-Presles
Cette page regroupe l'ensemble du patrimoine immobilier classé de la ville belge d'Aiseau-Presles.
| Objet | Année de construction / Architecte | Adresse | Section communale | Coordonnées                      | Numéro d’inventaire | Illustration                |
| --- | ---------------------------------- | ------- | ----------------- | -------------------------------- | ------------------- | --------------------------- |
| Ancien prieuré d'Oignies : trois ailes (façades et toitures, excepté la façade postérieure de l'aile centrale) (M) ainsi que l'ensemble des bâtiments et de l'ancien parc (S) |                                    |         |                   | 50° 25′ 30″ nord, 4° 35′ 58″ est | 52074-CLT-0001-01   | Ancien prieuré d'Oignies    |
| Site de laTour romane et des vestiges archéologiques de Pont-de-Loup |                                    |         |                   | 50° 25′ 06″ nord, 4° 32′ 38″ est | 52074-CLT-0002-01   | Image manquanteTéléverser   |
| Tour romane de Pont-de-Loup |                                    |         |                   | 50° 25′ 05″ nord, 4° 32′ 37″ est | 52074-CLT-0003-01   | Tour romane de Pont-de-Loup |
| Bois de Brou et de Stembier |                                    |         |                   | 50° 24′ 22″ nord, 4° 33′ 24″ est | 52074-CLT-0004-01   | Image manquanteTéléverser   |
| Parties du Parc du Château comprenant aussi les Grottes du Docteur, de l'Ossuaire et des Nutons                                                                               |                                    |         |                   | 50° 24′ 05″ nord, 4° 34′ 34″ est | 52074-CLT-0005-01   | Image manquanteTéléverser   |
| Terril de l'ancien charbonnage Le Panama |                                    |         |                   | 50° 24′ 55″ nord, 4° 34′ 06″ est | 52074-CLT-0006-01   | Image manquanteTéléverser   |